# Franconia Notch State Park

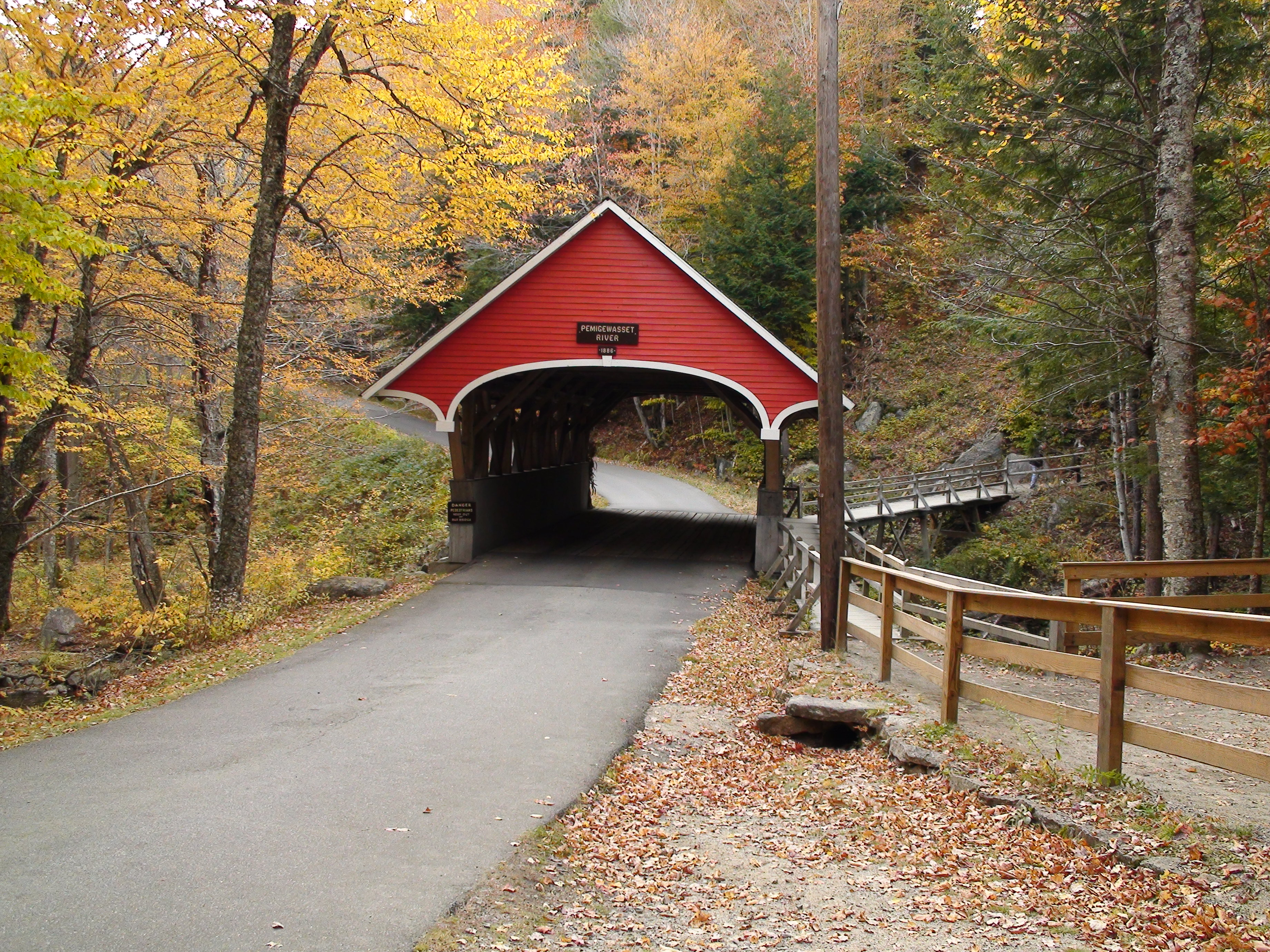
Overdekte brug in het Franconia Notch State Park

Franconia Notch State Park is een natuurpark gelegen in de White Mountains in het noorden van de staat New Hampshire in de Verenigde Staten. Het ligt langs een 13 km lang traject waar Interstate 93 de Franconia Notch oversteekt, een bergpas tussen de Kinsman en de Franconia bergruggen.
Bezienswaardigheden in het park zijn de Flume Gorge, een nauwe rivierkloof; de Old Man of the Mountain, een rotsformatie die op het gezicht van een man leek (tot de formatie in 2003 instortte); vissen in Echo Lake en Profile Lake en uitgebreide mogelijkheden om de wildernis in te trekken, te kamperen of te skiën.